# Соглашение Нкомати
Соглашение Нкомати (англ. Nkomati Accord, порт. Acordo de Nkomati), официально Соглашение о ненападении и добрососедстве между Мозамбиком и ЮАР (англ. Agreement on Non-Aggression and Good Neighbourliness between Mozambique and South Africa, порт. Acordo de Não Agressão e Boa Vizinhança entre Moçambique e a África do Sul) — южноафриканско-мозамбикский договор от 16 марта 1984: премьер-министр ЮАР Питер Бота и президент НРМ Самора Машел обязались прекратить поддержку антиправительственных движений РЕНАМО в Мозамбике, АНК и ПАК в Южной Африке. Соглашение способствовало определённой нормализации южноафриканско-мозамбикских отношений, но в полной мере не выполнялось и не привело к урегулированию конфликта. Гражданская война в Мозамбике и вооружённая борьба в ЮАР прекратились только после внутриполитических перемен в обеих странах.

## Контекст
С 1975 отношения между Народной Республикой Мозамбик (НРМ) и Южно-Африканской Республикой (ЮАР) были крайне напряжёнными. Марксистский режим ФРЕЛИМО в НРМ и режим апартеида ЮАР находились в военно-политической конфронтации. Мозамбикское правительство Саморы Машела поддерживало Африканский национальный конгресс (АНК), Панафриканский конгресс (ПАК), в том числе вооружённую борьбу Умконто ве сизве. Южноафриканские правительства Балтазара Форстера и Питера Боты оказывали содействие Мозамбикскому национальному сопротивлению (РЕНАМО). Первые годы основная помощь РЕНАМО исходила от Родезии, но после преобразования Родезии в Зимбабве эта функция перешла к спецслужбам ЮАР.
Для Мозамбика разрушительная гражданская война оборачивалась тяжёлыми потерями. Издержки для ЮАР были значительно меньшими, однако массовые протесты и ухудшение социально-экономической ситуации существенно осложняли положение. Кроме того, если пограничная война ЮАР с Анголой имела геополитическую составляющую — правительство МПЛА активно поддерживало СВАПО в Намибии, то противостояние с Мозамбиком носило в основном идеологический характер.
К середине 1980-х власти ЮАР и НРМ склонились к планам урегулирования. Президент Машел считал целесообразной более самостоятельную политику, без оглядки на Советский блок. Премьер Бота также выступал за «решение африканских вопросов африканскими странами».

## Соглашение
Встреча Питера Боты с Саморой Машелом состоялась 16 марта 1984 на берегу пограничной реки Комати, близ южноафриканского города Коматипоорт. Присутствовали около тысячи человек. Бота и Машел обменялись рукопожатием, что само по себе являлось политической сенсацией.
Подписанное соглашение начиналось с заявления о взаимном признании и уважении государственного суверенитета и территориальной целостности. Выражалось намерение решать противоречия мирными средствами и строить впредь добрососедские взаимовыгодные отношения. Провозглашался взаимный отказ от применения силы или угрозы силой, от предоставления своей территории под враждебные действия, в том числе со стороны иррегулярных формирований. Стороны обязались ликвидировать базы и коммуникации вооружённых движений и не пользоваться в этих целях территориями третьих стран. Говорилось об эффективном патрулировании границы, предотвращении незаконного пересечения. Запрещалась взаимно враждебная пропаганда, «подстрекательство к войне и терроризму» друг против друга. Формировалась совместная комиссия по контролю за выполнением договорённостей.
В тексте не упоминались конкретные названия организаций, враждебных договаривающимся сторонам. Однако смысл соглашения был самоочевиден: речь шла о прекращении мозамбикской поддержки АНК и ПАК и южноафриканской поддержки РЕНАМО.

## Реакции
Власти Мозамбика и ЮАР высоко оценили Соглашение Нкомати. Государственная телерадиокомпания Мозамбика оценила состоявшийся контакт как встречу «не друзей, но лидеров-реалистов». Президент Машел назвал соглашение «победой мира и социализма». Президент Бота (после конституционной реформы 1984 года глава правительства стал главой государства) в программной речи 15 августа 1985 ссылался на Соглашение Нкомати как на дипломатический успех и свидетельство конструктивного настроя внешней политики ЮАР.
Другие участники конфликта негативно отнеслись к соглашению. В заявлениях АНК и ПАК документ был назван «способствующим сохранению правления белого меньшинства в Южной Африке». РЕНАМО воздержалось от официальных выступлений, но в конфиденциальном порядке его представители выражали серьёзное недовольство.
Руководители «прифронтовых государств» — Анголы, Зимбабве, Замбии, Танзании — отклонили приглашение Машела участвовать в церемонии 16 марта, тем самым выразив неодобрение. От Зимбабве, Замбии и Танзании присутствовали послы в Мозамбике; правительство Анголы воздержалось даже от этого. Правительства Ботсваны, Малави, Лесото, Свазиленда отреагировали несколько лояльнее, но тоже ограничились направлением послов.
Администрация США, правительства Великобритании и ФРГ направили поздравительные телеграммы Питеру Боте. В СССР и других государствах ОВД и СЭВ Соглашение Нкомати замалчивалось. Между руководством КПСС и ФРЕЛИМО возникла отчуждённость, политика Машела — недавно близкого союзника — стала восприниматься «с недоумением». Со своей стороны, президент Мозамбика сделал негативные жесты в адрес СССР.
В 1986 Самора Машел погиб в авиакатастрофе, о причинах которой существуют самые разные версии — от причастности южноафриканских спецслужб до причастности советских.

## Последствия
Первоначально НРМ и ЮАР сделали шаги в духе Соглашения Нкомати. Атаки АНК и РЕНАМО с соответствующих территорий некоторое время пресекались. Однако уже в 1985 году эти действия возобновились с обеих сторон. Правительство Боты возложило ответственность на мозамбикскую сторону и приостановило действие соглашения. 26 мая 1988 Соглашение Нкомати было возобновлено по решению президента Боты и нового президента Мозамбика Жоакима Чиссано.
Соглашение Нкомати обозначило важный рубеж гражданской войны в Мозамбике. По оценке известного мозамбикского историка Эжидиу Ваза, до весны 1984 года война являла хаотичные убийства и разрушения — после у повстанцев РЕНАМО обозначилась политическая программа, создавшая основу для переговоров с правительством. В 1992 был заключён договор о мирном урегулировании между ФРЕЛИМО и РЕНАМО. Однако прямого воздействия на ход событий в Мозамбике соглашение не оказало — решающую роль сыграло изменение политики ФРЕЛИМО при президенте Чиссано.
На ход внутренних событий в ЮАР Соглашение Нкомати не оказало серьёзного влияния. В 1989 в ЮАР начался демонтаж системы апартеида. В 1994 власть перешла к чернокожему большинству, президентом стал Нельсон Мандела. В новых политических условиях соглашение утратило смысл.
Название Rua Acordos de Nkomati — Улица Соглашений Нкомати носит одна из магистралей мозамбикской столицы Мапуту.